# Nawuri
El nawuri és una llengua guang septentrional que parlen els nawuris que viuen a la regió Volta i a la regió Septentrional de Ghana. Hi ha entre 14.000 (2003) i 19.000 parlants de nawuri. El seu codi ISO 639-3 és naw i el seu codi al glottolog és nawu1242.

## Família lingüística
Segons l'ethnologue, el nawuri forma part del subgrup de llengües guangs septentrionals, que formen part de la família de les llengües kwa, que són llengües Benué-Congo. Les llengües guangs septentrionals són: el chumburung, el dwang, el foodo, el dompo, el ginyanga, el gonja, el kplang, el krache, el gikyode, el nchumbulu, el nkami, el nkonya i el tchumbuli. Segons el glottolog el nawuri forma part de les llengües guangs de la muntanya Oti juntament amb el gikyode i el ginyanga.

## Situació geogràfica i pobles veïns
El nawuri es parla a les regions Volta i Septentrional, al nord del llac Volta al nord-est de Katiajeli, a l'oest del riu Oti.
Segons el mapa lingüístic de Ghana de l'ethnologue, el territori nawuri està situat a les dues ribes del riu Oti, una mica al nord d'on aquest desemboca al llac Volta. Dins del territori nawuri hi ha un petit territori en el que hi viuen els chales. A l'oest dels nawuris hi viuen els chumburungs i els gonja, al nord hi viuen els dagbanis, a l'est hi viuen els gikyodes i al sud hi viuen els kraches.

## Dialectes i llengües semblants
El nawuri no té dialectes i té un lèxic un 72% similar al dialecte buipe del gonja.

## Sociolingüística, estatus i ús de la llengua
El nawuri és una llengua desenvolupada (EGIDS 5): És parlada per persones de totes les edats i generacions tant a la llar com en l'entorn social en tots els dominis i està estandarditzada i té literatura, tot i que la seva situació no és totalment sostenible. El 2012 es va fer la seva gramàtica i s'escriu en alfabet llatí des del 1987. Menys de l'1% dels que tenen el nawuri com a llengua materna hi estan alfabetitzats. Entre el 5 i el 15% dels que hi estan alfabetitzats la utilitzen com a segona llengua.

## Tipologia de la llengua i gramàtica
A nivell sintàctic és una llengua SVO (subjecte-verb-objecte). Els genitius se situen abans del nom i els articles, adjectius, numerals i relatius ho fan darrere.
Segons l'ordre de la paraula es distingeixen els subjectes, els objectes, els objectes indirectes, dona informació nova sobre la paraula. Els pronoms del subjecte són crítics. Els objectes, que van després del verb, poden ser tractats com paraules independents. Els pronoms del subjecte i de l'objecte indiquen la persona i el nombre. És una llengua tonal.